# Thư viện kỹ thuật số Thế giới
Thư viện kỹ thuật số Thế giới (World Digital Library - WDL) là thư viện điện tử quốc tế do tổ chức UNESCO và Thư viện Quốc hội Hoa Kỳ quản lý.
WDL khởi động với mục đích khích lệ và nâng cao tri thức của mọi người trên toàn thế giới, mở rộng nội dung với nhiều nền văn hóa khác nhau trên Internet, cung cấp các tài liệu cho giáo dục, các học giả, và những người cần tìm hiểu thông tin, và giúp thu hẹp khả năng tiếp cận kiến thức trong mỗi quốc gia và giữa các quốc gia trên thế giới. Mục đích của thư viện nhằm mở rộng nội dung thư liệu ngoài tiếng Anh và ngoài các nước phương Tây trên Internet, cũng như hỗ trợ các học giả nghiên cứu. Tôn chỉ hoạt động của nó là mã hóa các dữ liệu dưới dạng số và có thể truy cập miễn phí trên Internet, với định dạng đa ngôn ngữ, bao gồm những tài liệu quan trọng từ nhiều nền văn hóa khác nhau trên thế giới, như bản thảo, bản đồ, sách hiếm, bản nhạc, ảnh chụp, bản vẽ kiến trúc, phim tài liệu, và những tư liệu khác.
Tại thời điểm phát hành, thư viện có 1.236 tư liệu. Cho đến tháng 11 năm 2012, thư viện đã có 6.506 tư liệu.